# Linn, Kansas
Linn là một thành phố thuộc quận Washington, tiểu bang Kansas, Hoa Kỳ. Năm 2010, dân số của xã này là 410 người.

## Dân số
Dân số các năm:
- Năm 2000: 425 người
- Năm 2010: 410 người